# Герб Барнаула
Герб Барнаула — официальный символ города Барнаула.
Герб города Барнаула может воспроизводиться в следующих равноценных, равнозначных и равно допустимых вариантах: — без статусной короны, Ленты и щитодержателей; — со статусной короной (на коронованном щите), без Ленты и щитодержателей; — со статусной короной (на коронованном щите), с Лентой и щитодержателями.
Утверждён Решением Барнаульской городской Думы №750 от 24 сентября 2021 года. 
Зарегистрирован в Государственном геральдическом регистре РФ под № 13684.

## Описание и обоснование символики
Геральдическое описание гласит:

Геральдический щит: в лазоревом (синем, голубом) поле среди серебряных горных пород стоит на зеленой земле серебряная дымящая плавильная печь с двумя червлеными (красными) горнами с золотыми огнями внутри. 
Обрамление геральдического щита: щит увенчан золотой башенной короной с пятью зубцами, имеющей на обруче золотой лавровый венок, и окружен лентой ордена Октябрьской революции. 
Щитодержатели: на зеленой земле, поросшей пучками травы, стоят серебряные кони, у обоих копыта золотые.

Герб разработан на основе исторического (старинного) герба города Барнаула, утверждённого 08 мая 1846 года (по старому стилю), где щит разделён на две части: верхняя меньшая и нижняя пространная. В верхней меньшей – в зелёном поле Губернский герб (Томский), а в нижней пространной – в голубом поле среди горных пород дымящая доменная печь.
- плавильная печь – один из символов промышленного производства XVIII века как отражение исторического прошлого, олицетворение образования города Барнаула как горного города;
- конь – символизирует сибирские просторы, могущество и смелость;
- зелёный цвет – символ природы, здоровья, жизненного роста;
- золотой цвет – символ богатства и процветания города;
- лазоревый (синий, голубой) цвет – символ чести, благородства, духовности;
- серебряный цвет – символ совершенства, чистоты, мира и взаимопонимания;
- червлёный (красный) цвет – символ труда, силы, красоты, праздника.

## История
Первый герб был утверждён в 1846 году. Представляет собой щит французской геральдической формы (без короны и ленты) с закруглёнными нижними углами и выступающим в середине основания остриём. Щит разделён на 2 части по горизонтали. Верхняя часть занимает одну треть щита. В ней расположен основной элемент герба (наместнический герб) Томской губернии — белый скачущий конь на зелёном фоне. Конь являлся символом основной тяговой и транспортной силы в горной промышленности и сельском хозяйстве губернии. В нижней части герба на голубом фоне среди серебряных горных пород дымящаяся червлёная (красная) доменная печь — символ сереброплавильного производства.
В советское время герб был изменён: в золотом поле были изображены три золотые трубы с дымом, обременённые символическим червлёным оленем и сопровождаемые справа вверху золотой верхней частью колоса.
Новый герб принят 16 ноября 1995 года. Его оригиналы (цветной и чёрно-белый рисунки) с описанием хранятся в администрации города Барнаула и доступны для всех заинтересованных лиц.
Решением Барнаульской городской Думы от 26.12.2016 №742 «О внесении изменений в решение городской Думы от 27.03.2009 №74 «Об утверждении Положения о гербе города Барнаула» (в ред. решения от 16.12.2016 №718)» утверждены современное действующее описание герба города Барнаула и его изображения (в многоцветном и одноцветном контурном без применения условной штриховки для обозначения цвета (шафировки) вариантах):
Герб города Барнаула представляет собой щит французской геральдической формы (без короны и ленты).
На лазоревом (голубом) фоне среди серебряных (светло-серебряных) горных пород на зеленой траве дымящаяся червленая (красная) доменная печь с золотым (желтым) огнем внутри, означающим плавление серебряных горных пород.

Над доменной печью изображен символ основной тягловой и транспортной силы в горной промышленности и сельском хозяйстве – серебряный (белый) скачущий в правую сторону конь, который означает движение вперед, преодоление препятствий, силу духа жителей города Барнаула и их стремление к достижению поставленных целей
Из-за несоответствий методическим рекомендациям Геральдического совета при Президенте РФ герб Барнаула не мог пройти государственную регистрацию до внесения соответствующих изменений (в первую очередь требуется исключение из композиции в щите фигуры коня). Ни одна из версий утвержденных в 2003-2016 гг.) не направлялся на геральдическую экспертизу в Геральдический совет при Президенте РФ.

### Изменение герба в 2021 году
24 августа 2021 года был представлен эскиз нового герба. По словам заместителя главы администрации города Юрия Еремеева, речь шла о возвращении исторического герба, пожалованного Барнаулу в 1846 году. Геральдисты предложили оставить изображение сереброплавильной печи как исторического символа города и сохранить форму герба — французский щит. В парадном гербе щит с башенной короной окружен лентой ордена Октябрьской революции, которым награжден Барнаул. По обе стороны от щита изображены серебряные кони с золотыми копытами. Над проработкой изображения герба и флага работали художники из Москвы и Новосибирска . Герб утвержден Решением Барнаульской городской Думы 24 сентября 2021 года, а в декабре изменения одобрены и зарегистрированы Геральдическим советом при Президенте Российской Федерации. Данные об этом внесены в Государственный Геральдический регистр РФ.